# Appana rosacea
Appana rosacea är en fjärilsart som beskrevs av Saalmüller 1891. Appana rosacea ingår i släktet Appana och familjen nattflyn. Inga underarter finns listade i Catalogue of Life.